# Vortimer
Vortimer (Britannia romana, 402 circa – Britannia post-romana, metà del V secolo) fu il primo sovrano del Gwent e, brevemente, Re dei Britanni dopo aver spodestato il padre Vortigern.

## Biografia
Vortimer compare per la prima volta nella Historia Brittonum (IX secolo), dove viene definito figlio di Vortigern, re supremo britannico che permise agli anglosassoni di insediarsi nell'est dell'isola. 
Vortimer guidò i britanni in quattro battaglie contro i sassoni, riuscendo a espellerli. Ma morì poco dopo, e allora Vortigern permise di nuovo ai sassoni di tornare. Tre siti di queste battaglie vengono menzionati e sembrano corrispondere con altrettanti scontri combattuti nel Kent e di cui riporta notizia la Cronaca anglosassone, che però non fa menzione di Vortimer.
Il materiale leggendario presente nella Cronaca viene espanso da Goffredo di Monmouth nella sua poco attendibile Historia Regum Britanniae, secondo cui i britanni abbandonarono Vortigern, scegliendo come re Vortimer. Ma dopo essere stato scacciato dai sassoni, fu avvelenato dalla matrigna sassone Rowena, e così Vortigern riprese la corona.